# Keisei
La Keisei Electric Railway Co., Ltd. (京成電鉄株式会社, Keisei Dentetsu Kabushiki-gaisha) ou simplement Keisei (京成) est une entreprise privée qui exploite des lignes ferroviaires entre Tokyo et la préfecture de Chiba au Japon. Elle gère entre autres le service Skyliner qui relie Ueno à l'aéroport international de Narita.
Cette entreprise est également actionnaire de la société Oriental Land Company, propriétaire et gestionnaire du Tokyo Disney Resort.

## Histoire
La compagnie est fondée le 30 juin 1909 sous le nom de Keisei Denki Kidō (京成電気軌道) et commence ses services le 3 novembre 1912. Elle exploite des trains locaux dans l'est de Tokyo. La ligne principale atteint Narita en 1930 et Ueno en 1933. La compagnie prend son nom actuel le 25 juin 1945. Il dérive du nom de ses deux terminus, Tokyo (東京) et Narita (成田).
En 1959, la Keisei convertit son réseau à l'écartement standard (auparavant, le réseau était à l'écartement "écossais" de 1 372 mm). L'année suivante, la Keisei commence des services en commun avec la ligne Asakusa de la Toei, la première interconnexion avec un métro public au Japon.
Le service Skyliner est mis en place en 1978 pour desservir l'aéroport de Narita après l'ouverture de la première gare de l'aéroport (aujourd'hui nommée Higashi-Narita). Une nouvelle gare souterraine permettant un accès plus direct avec le terminal 1 ouvre en 1991 et l'année suivante, c'est au tour du terminal 2 d'avoir une gare. Le 17 juillet 2010, la nouvelle ligne Narita Sky Access permet au service Skyliner de gagner 15 minutes entre Tokyo et l'aéroport de Narita.
Le 1er avril 2025, la compagnie Shin-Keisei est absorbée par la Keisei. La ligne Shin-Keisei est intégrée au réseau de la compagnie sous le nom de ligne Keisei Matsudo.

## Lignes
Le réseau se compose de 8 lignes qui s'articulent autour de la ligne principale Keisei.
| Ligne                                        | Symbole | Nom japonais | Terminus                             | Longueur (km) | Gares |
| -------------------------------------------- | ------- | ------------ | ------------------------------------ | ------------- | ----- |
| Ligne principale Keisei                      | KS      | 京成本線     | Keisei Ueno - Aéroport de Narita     | 69,3          | 42    |
| Ligne Oshiage                                | KS      | 押上線       | Oshiage - Aoto                       | 5,7           | 6     |
| Ligne Chiba                                  | KS      | 千葉線       | Keisei Tsudanuma - Chiba-Chūō        | 12,9          | 10    |
| Ligne Chihara                                | KS      | 千原線       | Chiba-Chūō - Chiharadai              | 10,9          | 6     |
| Ligne Higashi-Narita                         | KS      | 東成田線     | Keisei Narita - Higashi-Narita       | 7,1           | 2     |
| Ligne Kanamachi                              | KS      | 金町線       | Keisei Takasago - Keisei Kanamachi   | 2,5           | 3     |
| Ligne Matsudo                                | KS      | 松戸線,      | Matsudo - Keisei Tsudanuma           | 26,5          | 24    |
| Ligne Aéroport de Narita (Narita Sky Access) | KS      | 成田空港線   | Keisei Takasago - Aéroport de Narita | 51,4          | 8     |

|  |

## Matériel roulant
Au 30 septembre 2020, la Keisei possède un total de 620 voitures voyageur.

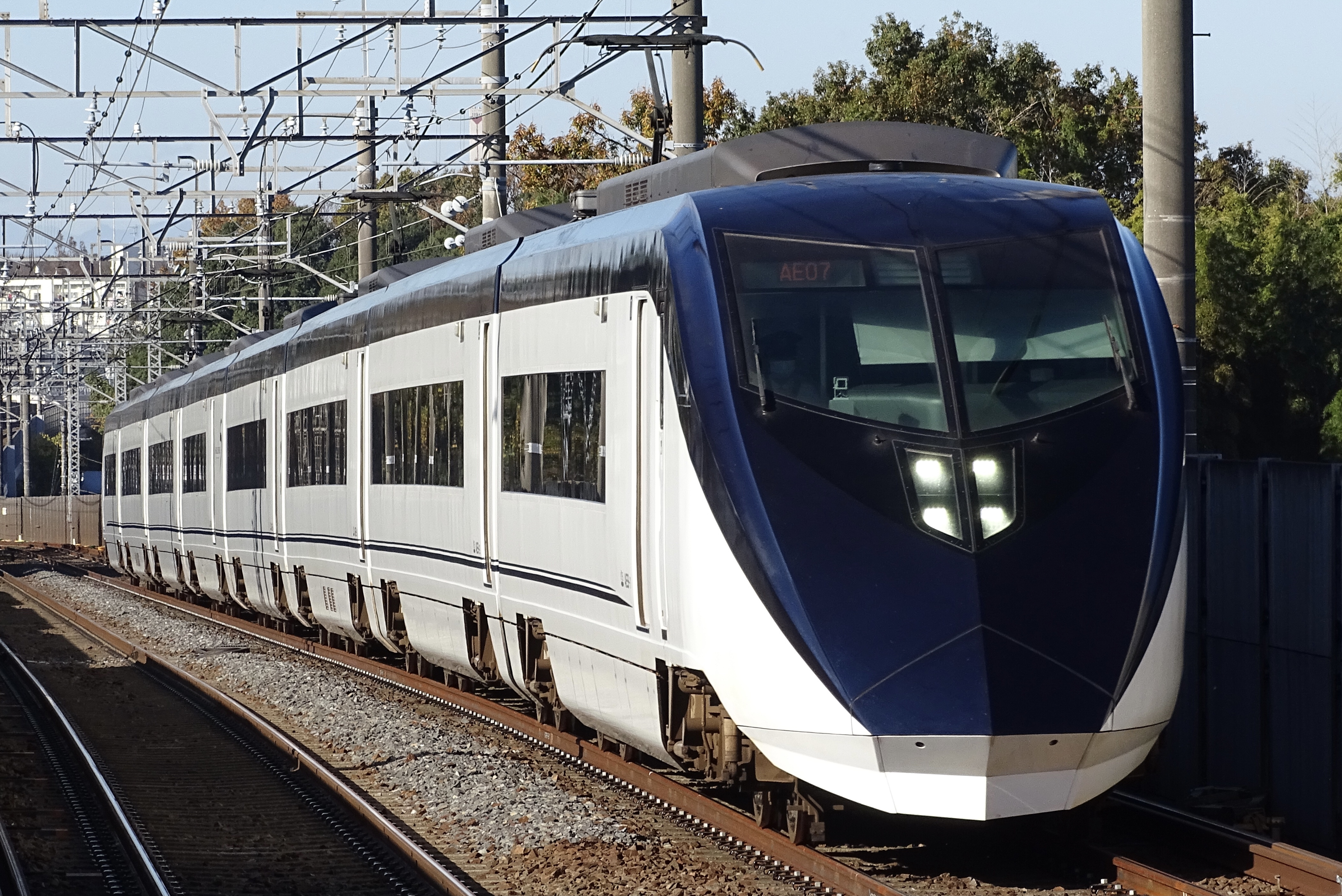
Série AE Skyliner
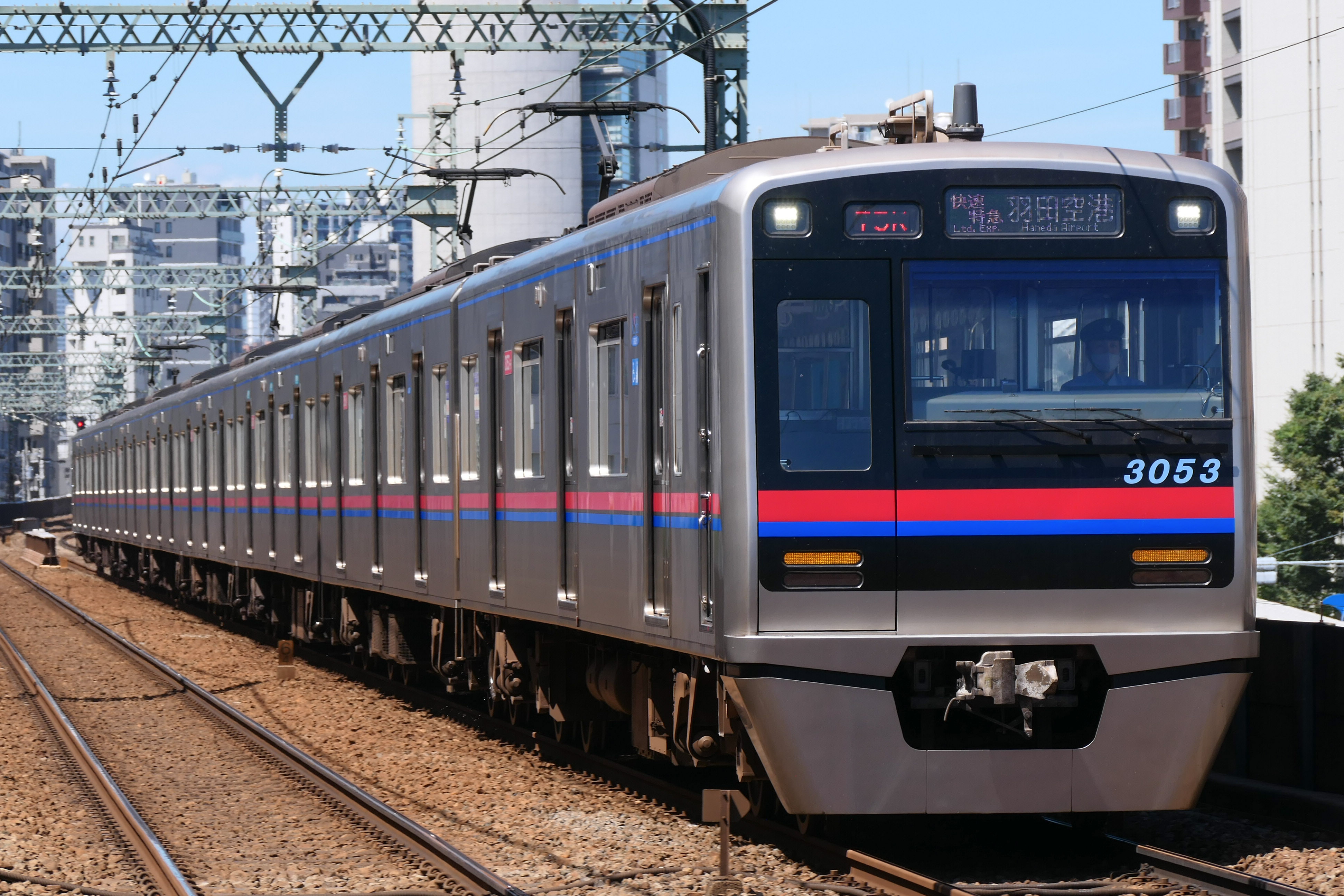
Série 3000/3050
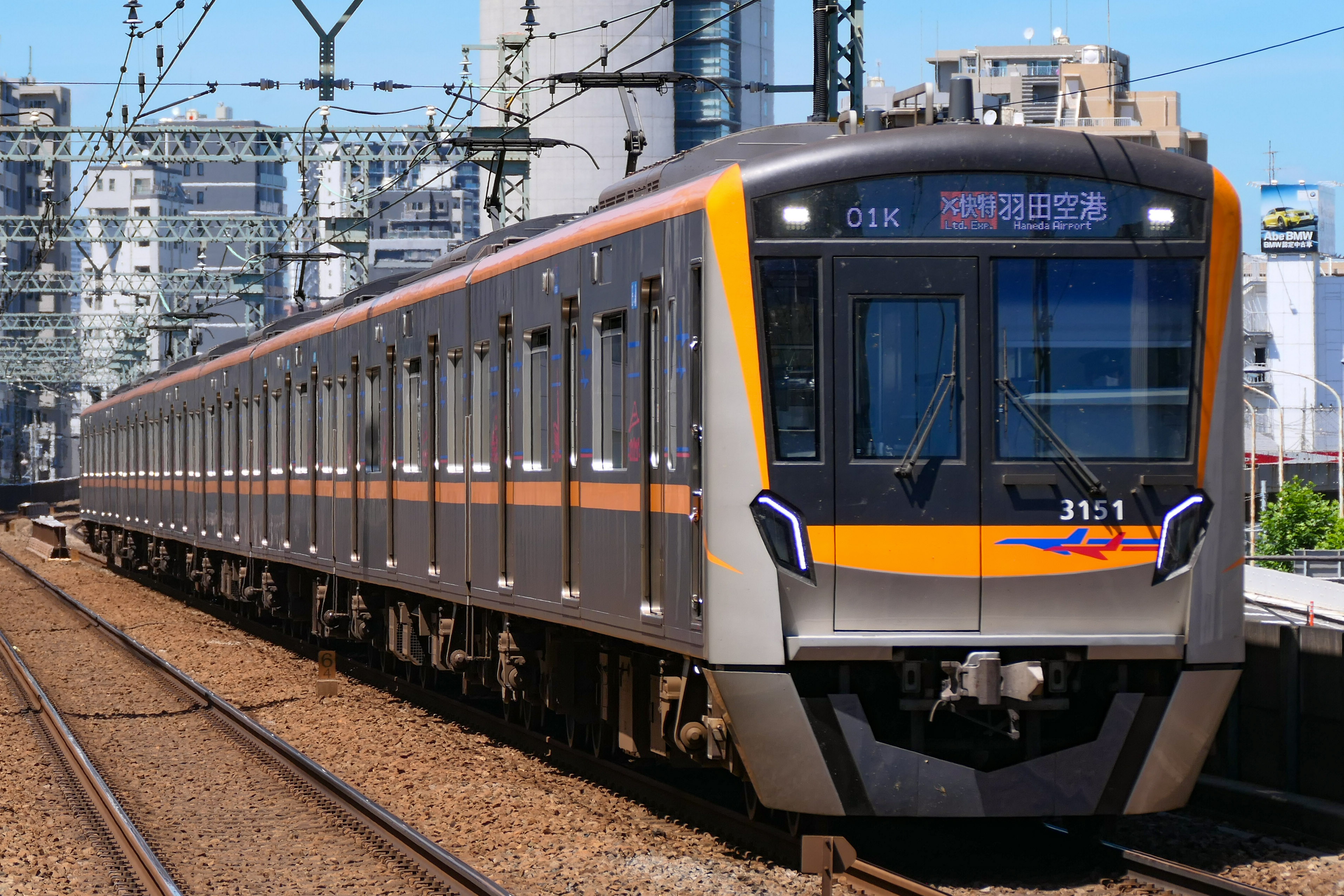
Série 3100
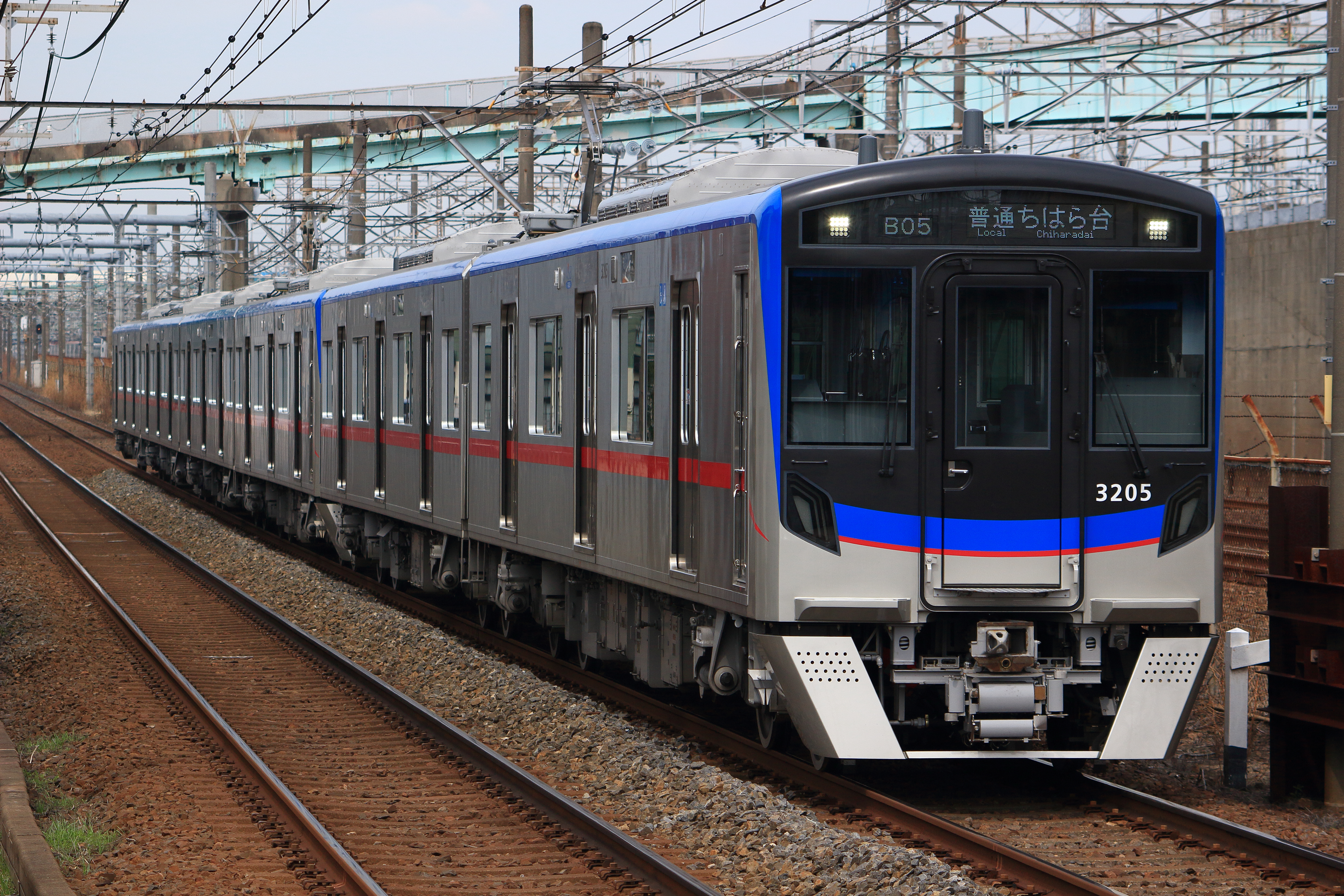
Série 3200
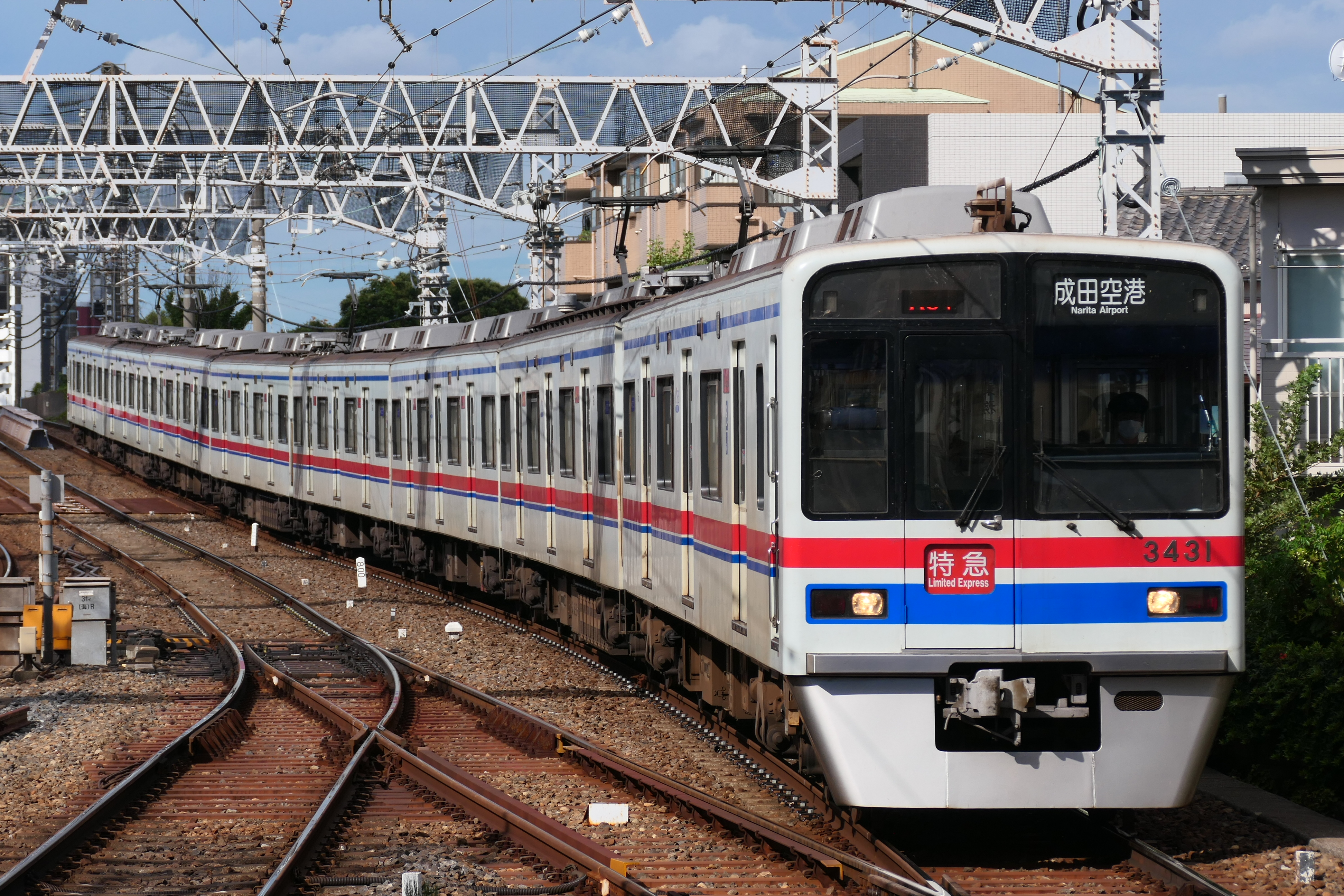
Série 3400
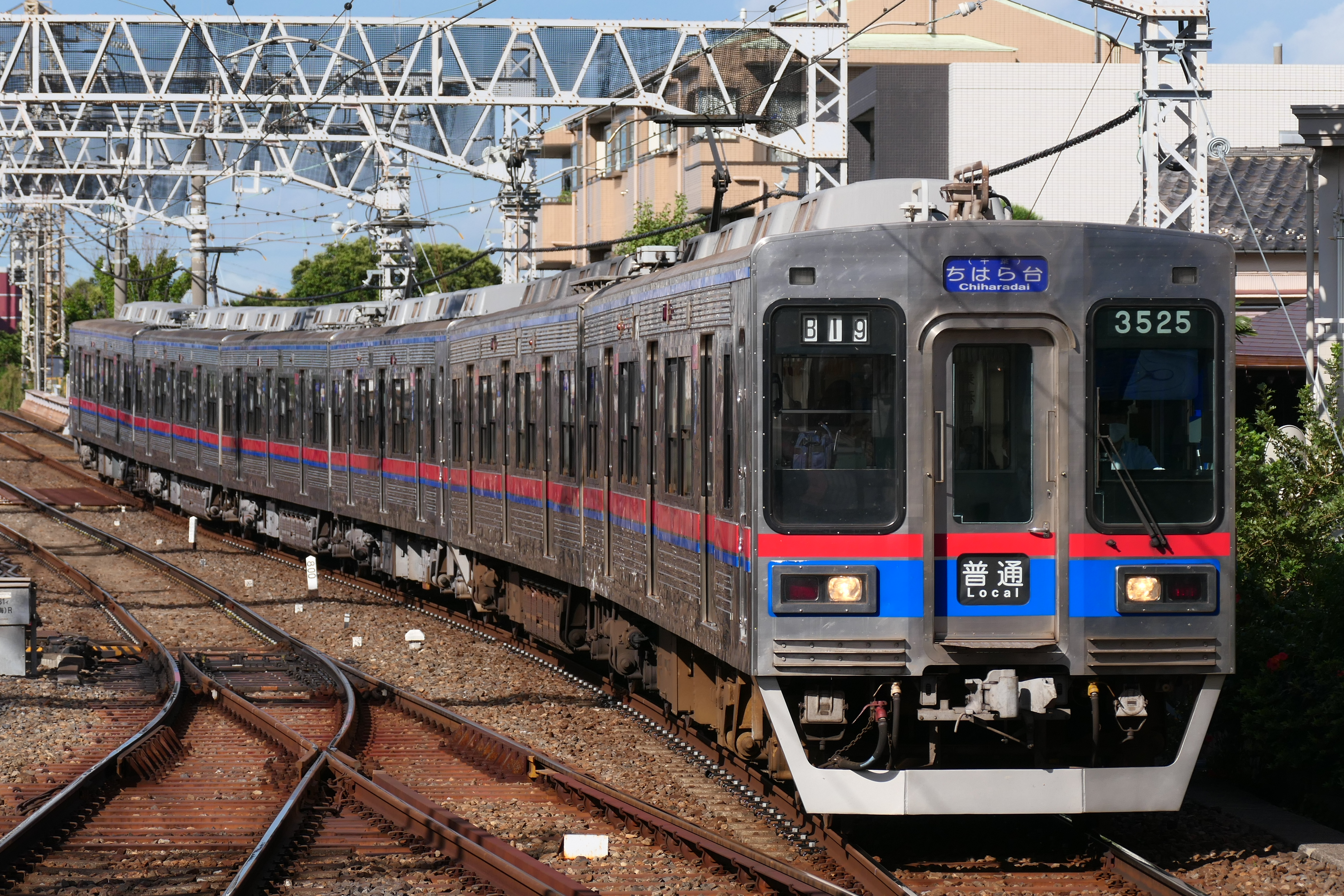
Série 3500
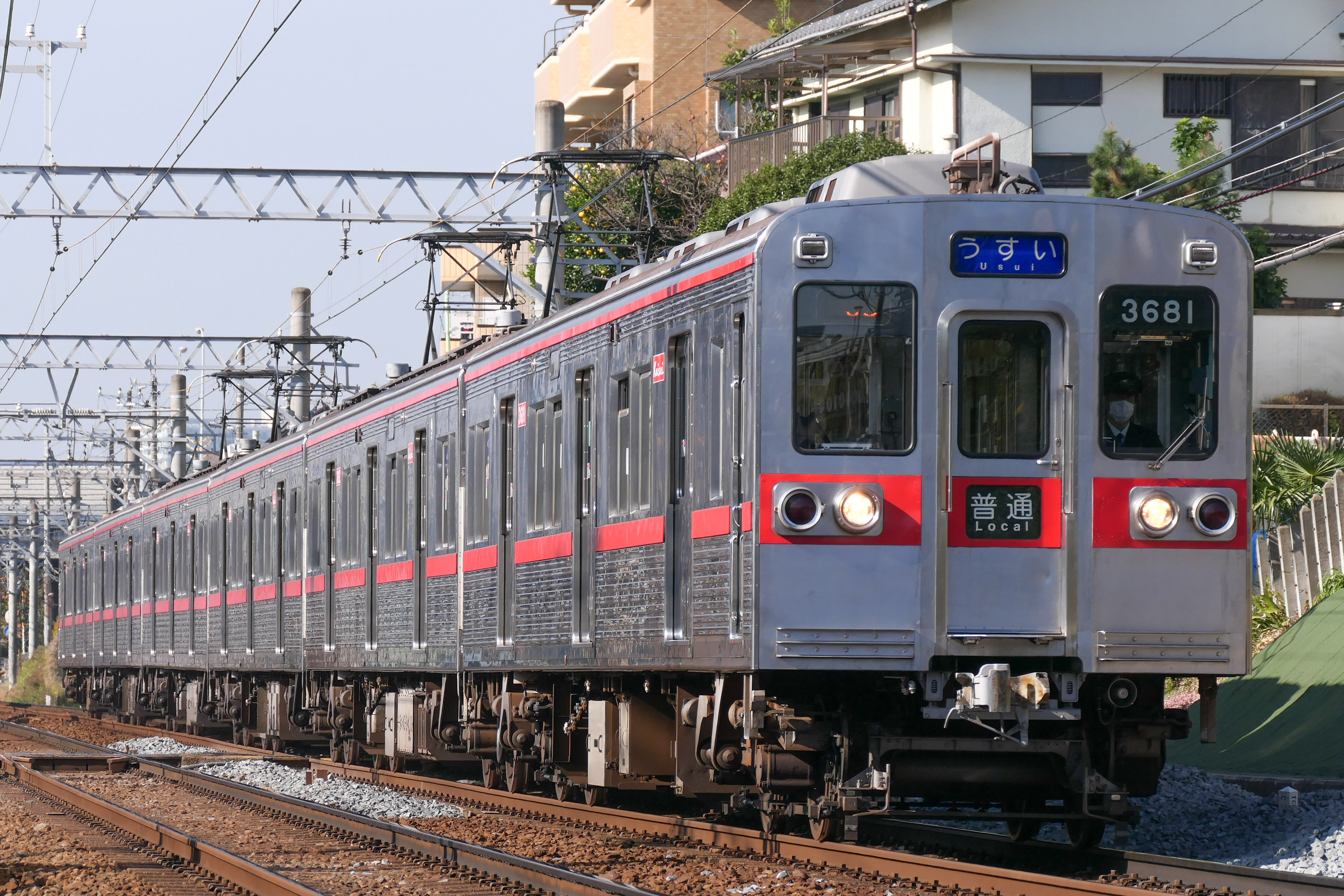
Série 3600
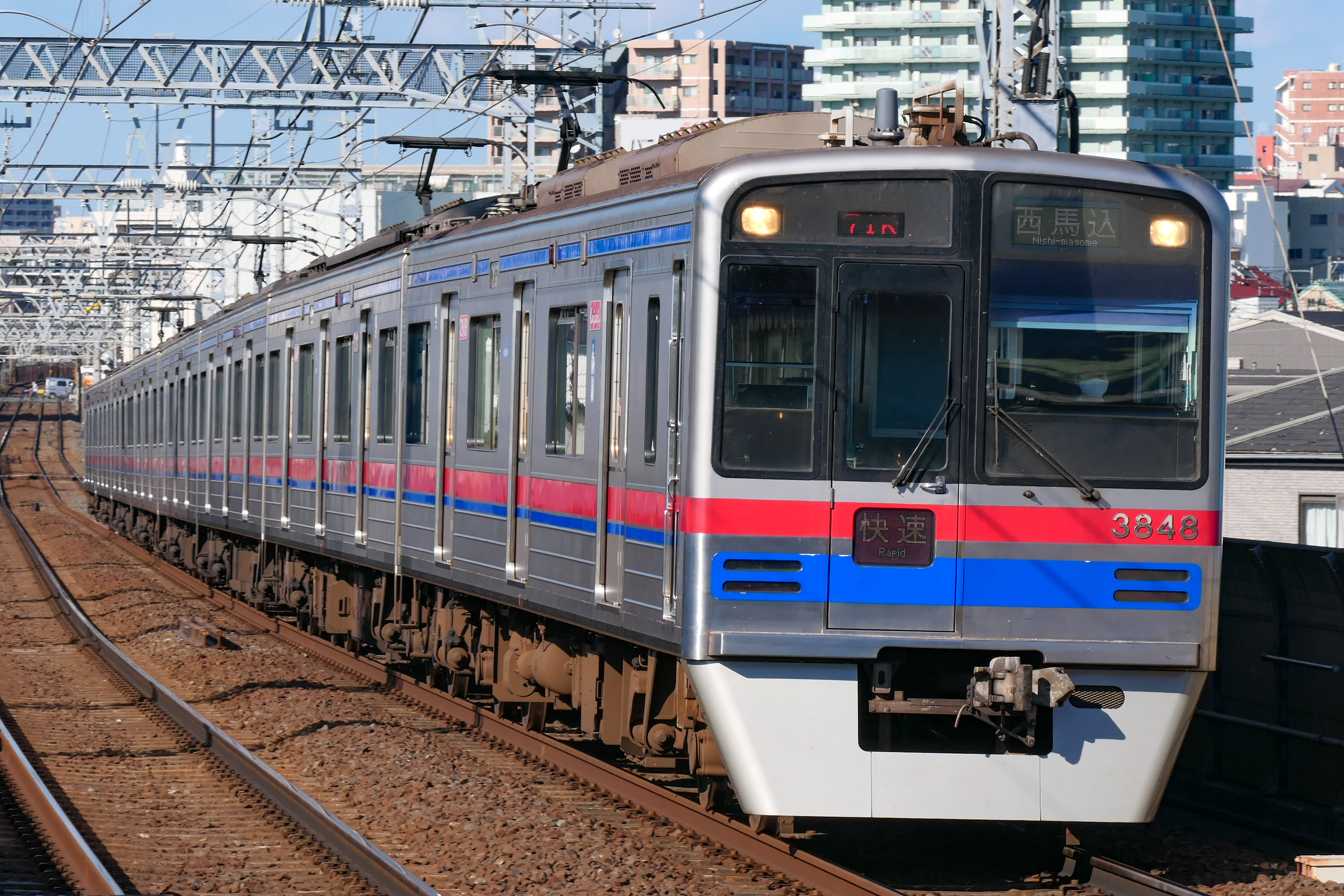
Série 3700

## Filiales
- Chiba Newtown Railway
- Hokuso-Railway
- Kantō Railway
- Kominato Railway
- Oriental Land Company
- Tokyo Disney Resort Line
- Tsukuba Kankō Railway (Funiculaire du mont Tsukuba)